# Prefettura autonoma Hui di Linxia
La prefettura autonoma hui di Linxia (in cinese: 临夏回族自治州, pinyin: Línxià Huízú Zìzhìzhōu) è una prefettura autonoma della provincia del Gansu, in Cina.

## Amministrazione
La prefettura amministra otto suddivisioni, rappresentate da una città-contea, cinque contee e due contee autonome:
- Linxia
- Contea di Linxia
- Contea di Kangle
- Contea di Yongjing
- Contea di Guanghe
- Contea di Hezheng
- Contea autonoma di Dongxiang
- Contea di autonoma di Jishishan Bonan, Dongxiang e Salar